# Веттий Руфин
Веттий Руфин (лат. Vettius Rufinus) — государственный деятель Римской империи первой половины IV века, консул 323 года.

## Биография
Его имя — «Веттий» — известно лишь из трех изданий эпохи Возрождения. На единственном античном камне со следами его номена немецкий историк Теодор Моммзен смог разобрать лишь одну букву «t», в связи с чем имя «Веттий» сомнительно. Возможно, если он действительно носил это имя, он был родственником консула 316 года Гая Веттия Коссиния Руфина — сыном или племянником.
Возможно, но менее вероятно отождествление его с самим Коссинием Руфином. В 323 году Веттий Руфин был назначен вторым консулом, вместе с Ацилием Севером. На востоке империи Лициний не признал консулов, назначенных Константином I.